# Wojtkowice Stare
Wojtkowice Stare [pronunciación en polaco: /vɔi̯tkɔˈvit͡sɛ ˈstarɛ/] es un pueblo ubicado en el distrito administrativo de Gmina Ciechanowiec, dentro del Condado de Wysokie Mazowieckie, Voivodato de Podlaquia, en el norte de Polonia oriental. Se encuentra aproximadamente a 8 kilómetros al sur de Ciechanowiec, a 34 kilómetros al sur de Wysokie Mazowieckie, y a 73 kilómetros al suroeste de la regional capital Białystok.
El pueblo tiene una población de 120 habitantes.